# El Ermitaño, Nayarit
El Ermitaño är en ort i Mexiko.   Den ligger i kommunen Santa María del Oro och delstaten Nayarit, i den centrala delen av landet, 600 km väster om huvudstaden Mexico City. El Ermitaño ligger 1 276 meter över havet och antalet invånare är 315.
Terrängen runt El Ermitaño är huvudsakligen kuperad, men den allra närmaste omgivningen är platt. Terrängen runt El Ermitaño sluttar norrut. Runt El Ermitaño är det glesbefolkat, med 19 invånare per kvadratkilometer. Närmaste större samhälle är Compostela, 18,2 km sydväst om El Ermitaño. I omgivningarna runt El Ermitaño växer huvudsakligen savannskog.